# Мкртич Хримян
Мкртич I Хримян (вірм. Մկրտիչ Ա Խրիմյան Մկրտիչ Ա Խրիմյան), також відомий як Хримян Айрік (вірм. Խրիմյան Հայրիկ Խրիմյան Հայրիկ) і Мкртич I Ванеці (вірм. Մկրտիչ I Վանեցի Մկրտիչ I Վանեցի) (4 квітня 1820, Ван, еялет Ван Османська імперія — 29 жовтня 1907, Ечміадзин, Єреванська губернія, Російська імперія) — вірменський релігійний і громадський діяч, письменник. Патріарх вірмен Константинополя (1869—1873), Прелат Вана (1880—1885), Католикос всіх вірмен (1892—1907).

## Біографія
Мкртич Хримян народився 4 квітня 1820 року в районі Айгестан міста Ван (Османська імперія). Початкову освіту здобув у свого дядька Хачатура, в родовому селищі, релігійну освіту — в духовних школах Ліма і Ктуца (Васпуракан, Західна Вірменія). У 1842 році переїхав до Константинополя, де працював учителем у вірменській школі району Хасгюх. В цей же час почав подорожувати по різних країнах, де читав для вірменських громад лекції релігійної тематики, лекції про вірменську культуру, історію і мистецтво. У 1851 році, за дорученням Вірменського патріархату Константинополя, відправився в Кілікію, щоб на місці вивчити життя місцевих вірмен і зайнятися їх освітою.
Через три роки, у 1854 році, повернувся до Вану, де у монастирі Ахтамар був висвячений у ченці, після чого був затверджений настоятелем монастиря Варага, в якому заснував семінарію-інтернат. Розуміючи важливість друкованого слова, Хримян за прикладом мхітаристів хотів заснувати у Вані друкарню, однак ці його плани здійснити не вдалось. Друкарню він зміг відкрити лише повернувшись до Константинополя, в ній з 1858 року почав виходити в світ новий журнал «Арцві Васпуракан». Цей журнал зіграв велику роль в житті вірменських інтелектуалів Вана, Константинополя, та і всієї Вірменії.
У 1860 році Мкртич Хримян відвідав Східну Вірменію, маючи на меті хоч якось допомогти вірменським селянам, полегшити їхнє становище. Він побував в Єревані, Ечміадзині, Сюніке, Арцаху і Тбілісі. У 1862 році він отримав посаду духовного проводиря Тарона і настоятеля монастиря Святого Карапета. Тут він заснував нову семінарію і газету «Арцвік Тарон». Передавши керівництво відомому інтелектуалу Гарегіну Срвандзтянцу, він знову відвідує селян — вірмен і намагається за допомогою свого авторитету захистити вірменське населення від жорстокої експлуатації турецькими і курдськими панами. За особливу увагу до нагальних проблем свого народу, його стали називати — Хримян Айрік (Батько Хримян).
В 1868 році в Ечміадзині відбулась його висвята в єпископи, а через рік, наперекір бажанням султана і османського уряду, він був обраний Патріархом вірмен Константинополя. Мкртич Хримян багато сил присвячував боротьбі з неписьменністю, бідністю і ворожим ставленням до вірмен. Він вбачав головною умовою безпеки вірмен на території Османської імперії — створення Вірменської автономії. Сміливі плани Хримяна не завжди знаходили підтримку, через що в серпні 1873 року він подав у відставку і повернувся на кафедру єпископа Ванського. Після відходу Мкртича Хримяна, його місце в Константинополі зайняв Патріарх Нерсес Варджабедян, який продовжив справу свого попередника.

## Берлінський конгрес

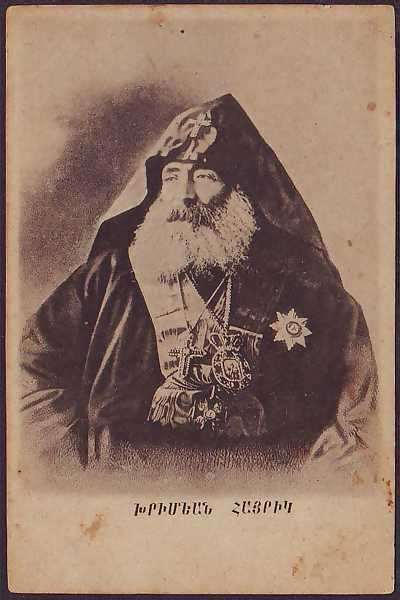
Мкртич I Хримян

Вірменською національною радою, за пропозицією Григора Отяна, Архієпископ Мкртич Хримян був обраний главою вірменської делегації. Ця делегація повинна була представляти Вірменське питання на Берлінському конгресі 1878 року, скликаному для перегляду умов Сан-Стефанського мирного договору, підписанням якого, завершилась Російсько-турецька війна (1877—1878) рр. Супроводжував Хримяна 22-річний перекладач Мінас Черазі.
20 березня 1878 року вірменська делегація прибула в Італію. З березня по червень 1878 року посланці відвідали Францію і Велику Британію. Вони зустрічалися з різними політичними діячами, серед яких були граф Луїджі Корті (міністр закордонних справ італійського королівства в кабінеті Кайролі, який представляв Італію на Берлінському конгресі 1878 року); міністр закордонних справ Франції, сенатор Вільям Генрі Ваддингтон; міністр закордонних справ Великої Британії лорд Роберт Артур Талбот Гаскойн Сесіл, третій маркіз Солсбері (1830-1903); Архієпископ Кентерберійський; а також посли європейських держав. Вірменська делегація, волаючи про допомогу, намагалась продемонструвати Європі і її представникам плачевний стан вірмен в Османській імперії. Хримян чує від усіх втішні фрази і добрі обіцянки, які виявились всього лише порожніми словами.
18 (30) травня 1878 року у Лондоні було підписано таємну англо-російську угоду, яка визначила в загальних рисах умови перегляду Сан-Стефанського договору, включаючи Вірменське питання. 23 травня (4 червня) Англія підписала секретний договір з Туреччиною про оборонний союз — Кіпрську конвенцію, за якою Велика Британія отримала право на окупацію Кіпру і право на контроль над проведенням турецьким урядом реформ в Малій Азії. В обмін же Англія зобов'язалася відстоювати «силою зброї» кордони в Азії, якщо Росія зажадає їх виправлення поза межами, визначеними у Сан-Стефано.
1 червня 1878 року у Берліні розпочався конгрес, який йшов за сценарієм Великої Британії. Учасники форуму у Берліні, не сприйняли прохання Хримяна, і не допустили вірменську делегацію до участі в конгресі. 16-й пункт Сан-Стефанського договору, який гарантував вірменам різного роду права, перемістився на 61-е місце. Врешті-решт Вірменське питання було взагалі забуте.
1 липня, в останній день конгресу, Мкртич Хримян і Мінас Черазі направили великим державам послання. Відомі слова Хримяна, де він порівняв конгрес з поїданням Харіс. Хримян з гумором підкреслив, що у великих держав є залізні черпаки, якими вони могли легко брати належне їм, а він на відміну від них не зміг взяти свою частку з огляду на те, що у нього був паперовий черпак, що залишався в харіс. Зрозумівши байдужість світових гравців щодо вірмен, Хримян Айрік звернувся до свого народу з закликом озброюватися і самостійно боротися за майбутнє.
Під час страшного голоду, що прийшов до Вірменії після російсько-турецької війни, Мкртич Хримян виявив величезну енергію, організуючи допомогу постраждалому населенню. 1879 року його обрали духовним головою міста Ван. У 1880 році, в місті Ван ним було відкрито геологічне училище, він також сприяв створенню таємних національно-визвольних організацій «Сівши Хач» (у місті Ван) і «Паштпан аіреняц» (в місті Карін). 1890 року, за ініціативою Мкртич Хримяна, вірменські Національні Збори подали два протести турецькому уряду. За цей крок Архієпископ був відправлений в почесне заслання під виглядом паломництва до Єрусалиму.

## Католикос усіх вірмен

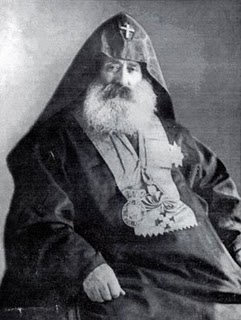
Хримян Айрік

5 травня 1892 року на священній раді Ечміадзина Мкртич I Хримян був обраний главою Вірменської Апостольської церкви , Католикосом усіх вірмен .
8 червня 1893 року обрання Мкртича I Хримяна затвердив російський імператор Олександр III. Османський султан Абдул-Хамід II вимушено визнав обрання Мкртича I на Ечміадзинський престол, але з принизливою умовою, що католікос не залишатиме меж Османської імперії. Однак, Мкртич Хримян, проживаючи в Єрусалимі, знайшов блискучий вихід з цієї ситуації. 3 серпня 1893 року він вирушив у Єгипет (на той момент входив до Османської імперії лише номінально), звідки кружним шляхом, через Трієст і Відень, прибув в Східну Вірменію, в Ечміадзин. Тут 26 вересня 1893 року Мкртич I Хримян вступив на престол глави Вірменської Апостольської церкви. Сталося це в свято Хреста Варага, через 17 місяців після обрання.

## Вплив на освіту
Обрання Мкртича I Хримяна духовним лідером усіх вірмен відкрило перед ним нові перспективи. Насамперед він намагається об'єднати патріархат, усунути внутрішні розбіжності, привести в порядок церковні справи і одночасно серйозно зайнятися внутрішніми проблемами патріархату. Для поліпшення матеріальних і економічних ресурсів духовної семінарії Хримян Айрік організовує благодійну діяльність, за допомогою якої поліпшується соціальне становище студентів та педагогів. Піднімається зарплата викладачів, а число студентів починає збільшуватися. Ці студенти в майбутньому повинні були стати педагогами, вченими, освіченими і розумними священиками, яких потребував вірменський народ не лише на своїй Батькіщині, а й поза межами історичної Вірменії.
Завдяки йому починає процвітати освіта. Щоб підняти рівень освіти в духовній семінарії, Хримян запрошує висококваліфікованих фахівців з Парижу, Берліну, Москви, Лазаревського вірменського училища і Нерсисянської школи. Під час 15-річного правління Мкртича I Хримяна процвітала духовна семінарія, заснована Геворком IV Мецагорцом. Сюди запрошуються на роботу знамениті інтелектуальні діячі того часу, такі як Рачія Ачарян, Комітас, Манук Абегян, Ованес Ованесян, Гарегін Овсепян, Лео, Макар Екмалян, Єгіше Тадевосян, Кара Мурза, Тер-Мінасян, Вардгес Суренянц, Фанос Терлемезян Фанос Погосович, Магакія (Орманян), Шаваршян, Карамян, Авдалбекян та ін.

## Відносини з Росією
У 1895 році Мкртич I Хримян відвідав Санкт-Петербург. Як і багато інших діячів вірменського національного руху, Мкртич I пов'язував позбавлення вірменського народу від мусульманського гніту з Російською імперією. У Петербурзі він мав намір почати переговори про військову або іншу допомогу вірменському руху. У нього відбулася зустріч з 27-річним імператором Миколою II. Цар нагородив католикоса Мкртича I Імператорським орденом Святого Апостола Андрія Первозванного за заслуги перед вірменським народом і Російською імперією. Вірменський католикос став першим з нагороджених вищим орденом Росії за час правління Миколи II. Крім того, російський цар запевнив Хримяна в підтримці Західної Вірменії. Хримян також обговорив шляхи вирішення вірменського питання з деякими впливовими політичними діячами.
У 1895—1896 роках під час масових вбивств вірменського населення в Західній Вірменії, які були організовані турецькою владою, Мкртич I не раз письмово звертався до російських політиків і до Миколи II з проханням втрутитися і змусити турок припинити різанину,ховав західно-вірменських біженців в Ечміадзині, збирав пожертвування з метою розміщення біженців у Східній Вірменії .

## Конфлікт з російським самодержавством

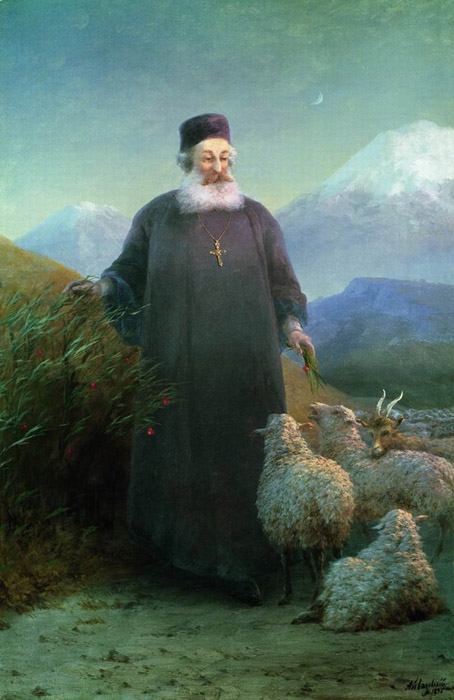
«Мкртич Хримян біля Ечміадзіна», Іван Айвазовський, 1885 рік

Вельми багатьом російським політикам не подобався твердий і непоступливий характер Мкртича I. У 1903-1905 роки Хримян піддавався осуду російською творчою інтелігенцією, політичними і військовими діячами. Одним із затятих супротивників католикоса був головнокомандувач військовими силами Росії на Кавказі Г. С. Голіцин (1838-1907). Іншим противником був міністр внутрішніх справ В. К. фон Плеве. 12 червня 1903 імператор Микола II видав указ про конфіскацію вірменського церковного і шкільного майна, пролобійований Плеве і князем Голіциним. Католикос Мкртич I, як глава Вірменської церкви, виступив проти цього указу. Він заборонив вірменським священнослужителям хоч якось підкорятися цим указам. Він очолив масову протестну кампанію вірменського народу і навіть ризикнув написати Миколі II листа, в якому просив відкрити всі вірменські школи і не закривати духовну семінарію. Хримян також відкинув указ Петра Столипіна, за яким всі кавказькі народи повинні були проводити всі клятвені церемонії російською мовою. У травні 1904 року Голіцин сприяв підготовці політичного процесу над Ечміадзинського престолом на чолі з Мкртичем I Хримяном. Події того часу були відображені в роботі російського історика С. С. Ольденбурга «Царювання Імператора Миколи II», в якій говорилося, що вірменський католикос і його підлеглі надавали значні кошти для підтримки вірменських національних організацій в Росії і Туреччині. Це було правдою, але істина полягала в тому, що вірменські націонал-революціонери не представляли загрозу для Росі, — лише для Туреччини.
Тим часом, протестна кампанія вірменського народу увінчалася успіхом 1 серпня 1905 Микола II підписав указ про повернення Вірменській церкві майна, що було конфісковано. Одночасно дозволялося знову відкрити вірменські національні школи.

## Останні роки і смерть

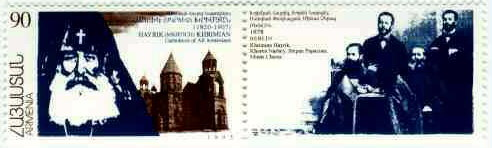
Поштова марка Республіки Вірменії, присвячена Хримяну

5 серпня 1906 року Мкртич I Хримян скликав «Національні збори вірмен Росії» в Ечміадзині. На цих зборах були присутні 60 делегатів і 200 гостей. Метою зборів було врегулювання конфліктів всередині церкви і суспільства. Збори, однак, було розігнано владою.
Найголовнішою метою і мрією всього життя Мкртича I Хримяна було звільнення вірмен від гніту, порятунок їх від фізичного винищення. Він хотів зібрати розкиданих по всьому світу вірмен на рідній землі, створити для них такі умови, щоб їм більше не потрібно було залишати Батьківщину. 10 березня 1905 року патріотичним кондаком він закликав всіх вірмен, що живуть на чужині, повернутися на свою батьківщину.

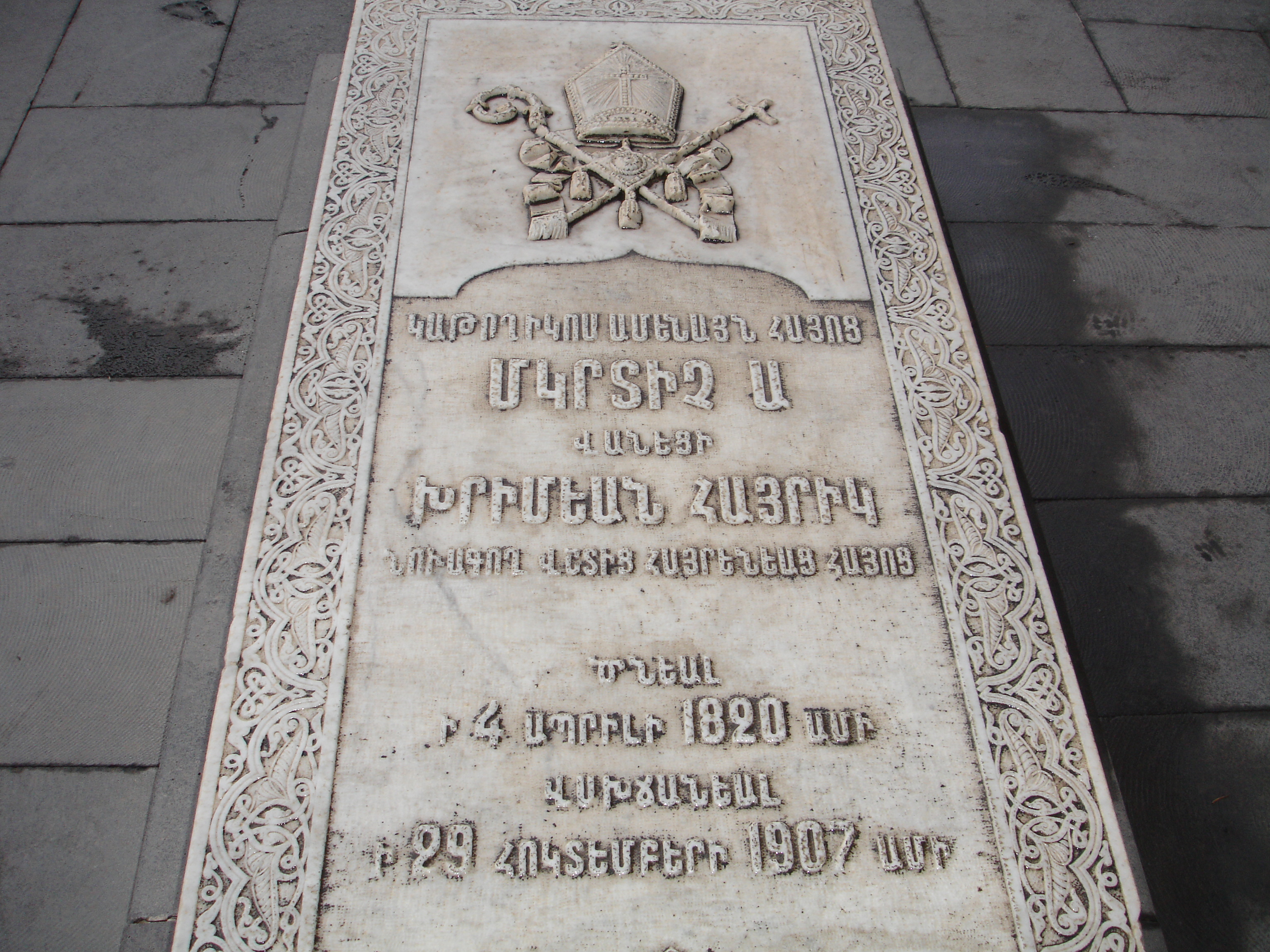
Надгробок на могилі Хрмяна

Католикос всіх вірмен Мкртич I Хримян помер 29 жовтня 1907 року на 87-му році життя в Ечміадзинському монастирі. Айк Ачемян в своїй книзі «Айоц Айрік» (Батько вірмен) писав, що рішенням Ечміадзинського Синоду і монастирської громади тіло Мкртича I Хримяна мало бути поховане поруч з його попередником Католикосом Макаром I Тегутеці, проте в зв'язку з різкими протестами віруючих місце поховання було перенесено.
Мкртич I Хримян був похований у вівторок, 6 листопада 1907 року. Його поховали на подвір'ї храму Ечміадзину, поруч з іншим заслуженим Католикосом Нерсесом V Аштаракеці . Посмертну маску Хримяна Айріка зняв майбутній народний художник СРСР Сергій Меркуров. Сьогодні ця маска зберігається в будинку-музеї художника в Гюмрі .

## Нагороди
- Орден Святого апостола Андрія Первозванного
- Орден Святого Олександра Невського
- Орден Білого Орла
- Орден Святої Анни I ступеня
- Орден Святого Станіслава I ступеня